# Alma Bestvater

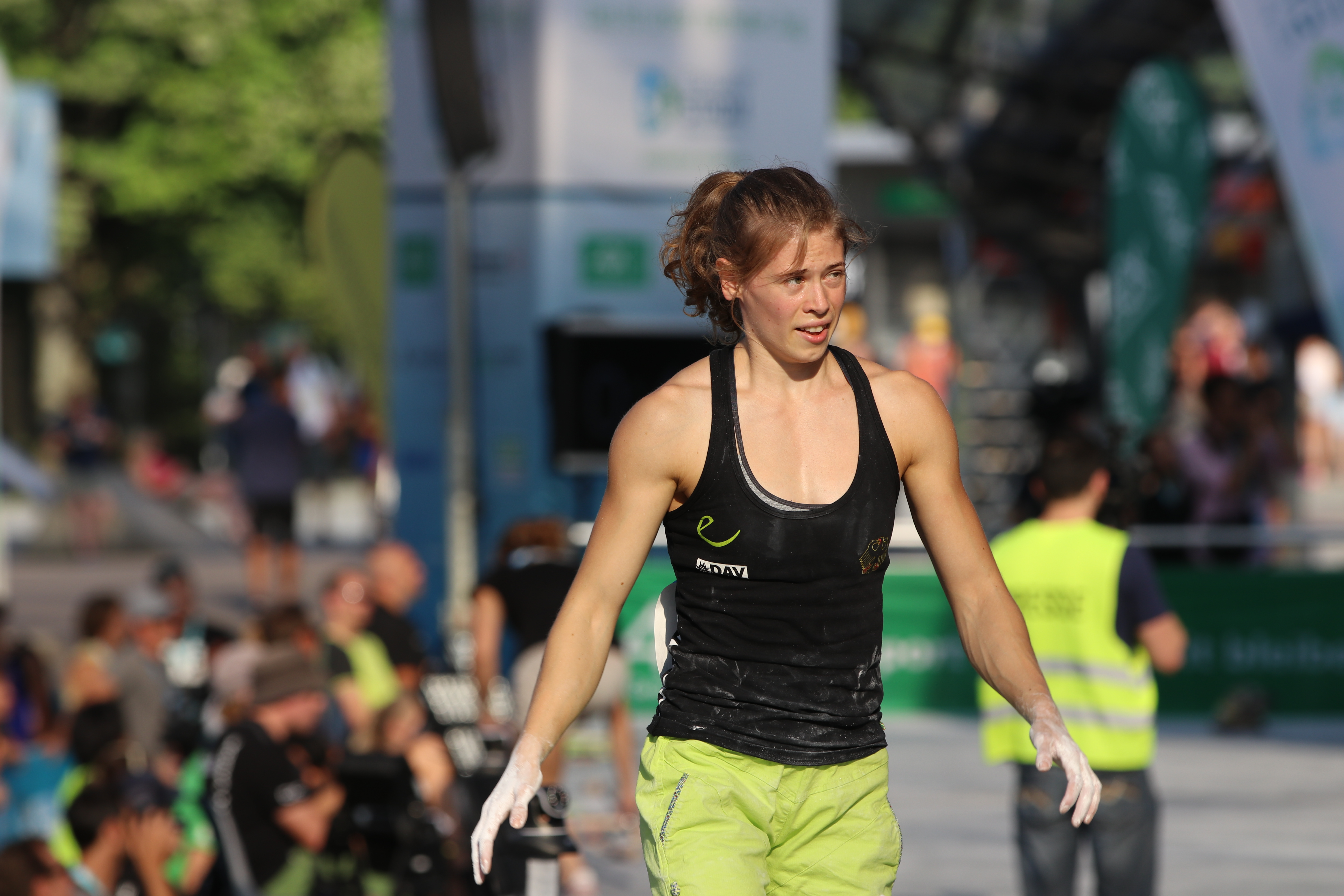
Alma Bestvater (2017)

Alma Bestvater (* 27. März 1996 in Weimar) ist eine deutsche Sport- und Wettkampfkletterin.

## Biografie
Alma Bestvater besuchte eine Waldorfschule und kam als Zwölfjährige durch einen Schulausflug zum Klettern. Sie studiert  Sportwissenschaften und startet bei Kletterveranstaltungen für die Sektion Weimar des Deutschen Alpenvereins. Seit 2018 wohnt sie in München und Weimar.

## Größte sportliche Erfolge

### Fels
- 8A+/B, Charity Bouldern, Silvretta
- 8A, Zwiederwurzn, Silvretta
- 8A, Niviuk, Silvretta
- 7C+, Caroline, Rocklands (Südafrika)
- 7C+, Weichei, Rocklands (Südafrika)
- 7C+, Black Mango Chutney, Rocklands (Südafrika)
- 7C+, Wartburg Tourist, Hülloch
- 7C, Last Day in Paradise, Rocklands (Südafrika)
- 7C, Doctor Crimp, Chironico
- 7C, Minisex, Magic Wood
- 7C, Jack the Chipper, Magic Wood[6]

### Wettkämpfe
(Quelle: )
- 2025
  - 5. Platz Deutsche Meisterschaften Bouldern
- 2024
  - 2. Platz Deutsche Meisterschaft Bouldern
  - 15. Patz IFSC World Cup Bouldern – Innsbruck
  - 16. Platz IFSC World Cup Bouldern – Prag
  - 22. Platz Gesamtwertung IFSC Climbing World Cup Bouldern
- 2021
  - 5. Platz Deutsche Meisterschaft Bouldern
  - 12. Platz IFSC Climbing World Cup Bouldern – Salt Lake City
  - 24. Platz Gesamtwertung IFSC Climbing World Cup Bouldern
- 2020
  - 4. Platz Deutsche Meisterschaft Speed
  - 4. Platz Deutsche Meisterschaft Bouldern
- 2019
  - 1. Platz Deutsche Meisterschaft Olympic Combined
  - 4. Platz Deutsche Meisterschaft Bouldern
  - 4. Platz Europameisterschaft Bouldern
- 2018
  - 4. Platz Deutsche Meisterschaft Lead
  - 6. Platz Deutsche Meisterschaft Olympic Combined
  - 1. Platz Deutsche Meisterschaft Bouldern
  - 6. Platz IFSC Climbing Worldcup Bouldern – Vail (USA)
  - 5. Platz IFSC Climbing Worldcup Bouldern – Hachioji (JPN)
  - 10. Platz Gesamtwertung IFCS Climbing Worldcup Bouldern
- 2017
  - 3. Platz Deutsche Meisterschaft Lead
  - 9. Platz The World Games Bouldern
  - 14. Platz Gesamtwertung IFSC Climbing Worldcup Bouldern

### Rekorde
| Disziplin     | Datum              | Name           | Zeit (s) | Ort      | Ort         |
| ------------- | ------------------ | -------------- | -------- | -------- | ----------- |
| Speedklettern | 22. September 2019 | Alma Bestvater | 8,640    | Augsburg | Deutschland |